# Lista de híbridos intergenéricos de Cattleya
Gênero Abreviação oficial (Cruzamento)
- Allenara Alna (Cattleya × Caularthron × Epidendrum × Laelia)
- Arizara Ariz (Cattleya × Domingoa × Epidendrum)
- Brassocatanthe Bct (Brassavola × Cattleya × Guarianthe)
- Bishopara Bish (Broughtonia × Cattleya × Sophronitis)
- Brassolaeliocattleya Blc (Brassavola × Cattleya × Laelia)
- Buiara Bui (Broughtonia × Cattleya × Epidendrum × Laelia × Sophronitis)
- Brownara Bwna (Broughtonia × Cattleya × Caularthron)
- Cattlassia Cas (Brassia × Cattleya)
- Cattkeria Cka (Barkeria × Cattleya)
- Clarkeara Clka (Brassavola × Cattleya × Caularthron × Laelia × Sophronitis)
- Cookara Cook (Broughtonia × Cattleya × Caularthron × Laelia)
- Cattleytonia Ctna (Broughtonia × Cattleya)
- Cattlianthe Ctt (Cattleya × Guarianthe)
- Cattotes Ctts (Cattleya × Leptotes)
- Catyclia Cty (Cattleya × Encyclia)
- Cattleychea Ctyh (Cattleya × Prosthechea)
- Catcylaelia Ctyl (Cattleya × Encyclia × Laelia)
- Dekensara Dek (Brassavola × Cattleya × Schromburgkia)
- Diacattleya Diaca (Cattleya × Caularthron)
- Dialaeliocattleya Dialc (Cattleya × Caularthron × Laelia)
- Epicattleya Epc (Cattleya × Epidendrum)
- Epicatonia Epctn (Broughtonia × Cattleya × Epidendrum)
- Epilaeliocattleya Eplc (Cattleya × Epidendrum × Laelia)
- Estelaara Esta (Brassavola × Cattleya × Epidendrum × Tetramicra)
- Fordyceara Fdca (Broughtonia × Cattleya × Laeliopsis × Tetramicra)
- Fialaara Fia (Broughtonia × Cattleya × Laelia × Laeliopsis)
- Fujiwarara Fjw (Brassavola × Cattleya × Laeliopsis)
- Fredschechterara Fre (Broughtonia × Cattleya × Epidendrum × Laelia × Schomburgkia)
- Guaricattonia Gct. (Broughtonia × Cattleya × Guarianthe).
- Gladysyeeara Glya (Brassavola × Broughtonia × Cattleya × Cattleyopsis × Caularthron ×Epidendrum × Laelia × Sophronitis)
- Guarisophleya Gsl (Cattleya × Guarianthe × Sophronitis)
- Hawkesara Hwkra (Cattleya × Cattleyopsis × Epidendrum)
- Iacovielloara Icvl (Brassavola × Cattleya × Caularthron × Epidendrum × Laelia)
- Iwanagaara Iwan (Brassavola × Cattleya × Caularthron × Laelia)
- Izumiara Izma (Cattleya × Epidendrum × Laelia × Schromburgkia × Sophronitis)
- Jewellara Jwa (Broughtonia × Cattleya × Epidendrum × Laelia)
- Johnyeeara Jya (Brassavola × Cattleya × Epidendrum × Laelia × Schromburgkia ×Sophronitis)
- Kirchara Kir (Cattleya × Epidendrum × Laelia × Sophronitis)
- Kraussara Krsa (Broughtonia × Cattleya × Caularthron × Laeliopsis)
- Kawamotoara Kwmta (Brassavola × Cattleya × Domingoa × Epidendrum × Laelia)
- Laeliocattkeria Lcka (Barkeria × Cattleya × Laelia)
- Laeliocatanthe Lcn (Cattleya × Laelia × Guarianthe)
- Laeliocatarthron Lcr (Cattleya × Caularthron × Laelia)
- Laeliocatonia Lctna (Broughtonia × Cattleya × Laelia)
- Laeliopleya Lpya (Cattleya × Laeliopsis)
- Lyonara Lyon (Cattleya × Laelia × Schomburgkia). // renomeada como Schombolaeliocattleya [Scl.]
- Mailamaiara Mai (Cattleya × Caularthron × Laelia × Schromburgkia)
- Mizutara Miz (Cattleya × Caularthron × Schromburgkia)
- Mooreara  Mora (Brassavola × Broughtonia × Cattleya × Laelia × Schromburgkia ×Sophronitis)
- Matsudaara Msda (Barkeria × Cattleya × Laelia × Sophronitis)
- Maymoirara Mymra (Cattleya × Epidendrum × Laeliopsis)
- Nuccioara Nuc (Cattleya × Caularthron × Laelia × Sophronitis)
- Opsiscattleya Opsct (Cattleya × Cattleyopsis)
- Otaara Otr (Brassavola × Broughtonia × Cattleya × Laelia)
- Procycleya Pcc (Cattleya × Encyclia × Prosthechea)
- Potinara Pot (Brassavola × Cattleya × Laelia × Sophronitis)
- Recchara Recc (Brassavola × Cattleya × Laelia × Schromburgkia)
- Rhyncholaeliocattleya  Rlc (Cattleya × Rhyncholaelia)
- Rolfeara Rolf (Brassavola × Cattleya × Sophronitis)
- Rothara Roth (Brassavola × Cattleya × Epidendrum × Laelia × Sophronitis)
- Sophrocattleya Sc (Cattleya × Sophronitis)
- Schombolaeliocattleya  Scl (Cattleya × Laelia × Schomburgkia). // renomeada como Lyonara [Lyon]
- Scullyara Scu (Cattleya × Epidendrum × Schromburgkia)
- Sophrolaeliocattleya Slc (Cattleya × Laelia × Sophronitis)
- Schombocattleya Smbc (Cattleya × Schromburgkia)
- Schombocatonia Smbcna (Broughtonia × Cattleya × Schromburgkia)
- Stacyara Stac (Cattleya × Epidendrum × Sophronitis)
- Stellamizutaara Stlma (Broughtonia × Broughtonia × Cattleya)
- Turnbowara Tbwa (Barkeria × Broughtonia × Cattleya)
- Tetracattleya Ttct (Cattleya × Tetramicra)
- Tuckerara Tuck (Cattleya × Caularthron × Epidendrum)
- Vejvarutara Vja (Broughtonia × Cattleya × Cattleyopsis)
- Vaughnara Vnra (Brassavola × Cattleya × Epidendrum)
- Wilburchangara Wbchg (Broughtonia × Cattleya × Epidendrum × Schromburgkia)
- Westara Wsta (Brassavola × Broughtonia × Cattleya × Laelia × Schromburgkia)
- Yamadara Yam (Brassavola × Cattleya × Epidendrum × Laelia)
- Youngyouthara Ygt (Brassavola × Broughtonia × Cattleya × Caularthron)
- Yahiroara Yhra (Brassavola × Cattleya × Epidendrum × Laelia × Schromburgkia)